# Pelicinus marmoratus
Pelicinus marmoratus là một loài nhện trong họ Oonopidae.
Loài này thuộc chi Pelicinus. Pelicinus marmoratus được Eugène Simon miêu tả năm 1891.